# Боливийско-датские отношения
Боливийско-датские отношения — двусторонние дипломатические отношения между Боливией и Данией.

## История
28 февраля 1930 года были установлены дипломатические отношения. 9 ноября 1931 года был подписан коммерческий договор о дальнейшем развитии торговых отношений между странами. В 1974 году было подписано соглашение о датской ссуде Боливии. В 1977 году было подписано ещё одно соглашение о предоставлении ссуды Дании для Боливии. В 1980 году из-за политической ситуации в Боливии Дания приостановила оказание помощи. В 1993 году сотрудничество возобновилось. В 1994 году Боливия была выбрана Данией в качестве страны для оказания помощи, потому что она была самой бедной страной в Южной Америке. Датская помощь Боливии в области развития сосредоточена на поддержке демократии, прав человека, сельского хозяйства, образования и защиты окружающей среде.  В августе 2000 года Боливия и Дания подписали Соглашение о горнодобывающей промышленности и окружающей среде, соглашение о снижении экологических и социальных последствий в некоторых городах Боливии. В 2000 году Дания оказала Боливии помощь в размере 1,54 миллиона долларов США.
В 2005 году Датское агентство международного развития (DANIDA) сократило помощь с 200 миллионов до 150 миллионов датских крон из-за социальной обстановки в Боливии. В 2010 году, после 13 лет сотрудничества, прекратилось оказание помощи Данией коренным народам Боливии. В 2006 году, когда президент Боливии Эво Моралес приказал национализировать боливийские газовые месторождения, а министр развития Дании Улла Торнаес пригрозила прекратить оказание помощи в ответ на эти действия. В декабре 2009 года президент Боливии Эво Моралес посетил Данию на Конференции ООН по изменению климата 2009 года. После окончания конференции боливийские власти обвинили Соединённые Штаты Америки и Данию в сокращении объёма помощи Боливии из-за их несогласия с Копенгагенским соглашением. В 2009 году, когда Эво Моралес попытался снять запрет на коку в рамках Единой конвенции о наркотических средствах, Дания и некоторые другие страны выступили против этой идеи.

## Торговля
В 2008 году экспорт Дании в Боливию составил сумму 51 миллион датских крон, а экспорт из Боливии в Данию — 6 миллионов датских крон.

## Дипломатические представительства
- Интересы Боливии в Дании представлены через посольство в германском городе Берлине[15].
- Интересы Дании в Боливии представлены через посольство в колумбийском городе Боготе[16].